# Kostel svatého Michaela archanděla (Nový Přerov)
Kostel svatého Michaela archanděla je římskokatolický chrám v Novém Přerově v okrese Břeclav. Je chráněn jako kulturní památka České republiky. Jde o filiální kostel farnosti Drnholec. Dříve byl farním kostelem farnosti Nový Přerov, která byla zrušena v roce 2024.
Obec Přerov, poprvé připomínaná roku 1350, původně ležela na jiném místě, kde je dnes na rakouské straně hranic dvůr Alt Prerau (Starý Přerov). Za česko-uherských válek ve druhé polovině 15. století zpustla na celé jedno století. Kolem roku 1570 vznikl na novém místě Nový Přerov. Kostel v obci byl přebudován koncem 17. století z původní kaple pocházející z roku 1600.
Kostel byl v letech 1746-1748 přestavěn a rozšířen. Do dnešní podoby byl upraven v roce 1855. Celkovým restaurováním prošel kostel na konci 20. století. V interiéru kostela se nachází kamenný kříž s Kristem z roku 1834.